# Gran lago di Eutin
Il Gran lago di Eutin (Großer Eutiner See in lingua tedesca) è un lago tedesco nel Land dello Schleswig-Holstein, circondario di Holstein Orientale. È uno dei laghi della Svizzera dell'Holstein.
La superficie del lago a pelo d'acqua è di circa 230 ha e il lago ha una profondità massima di 17 m.
Il lago è attraversato dal fiume Schwentine, che ne è al contempo immissario ed emissario. Con il Gran lago di Eutin finisce la navigabilità da diporto dello Schwentine nella direzione verso monte.
Sul lago vi sono due isole: l'Isola dei fagiani (Fasaneninsel) e l'Isola dell'amore (Liebensinsel).
Sul lago si affaccia la città di Eutin.